# Адміністративний устрій Борзнянського району
Адміністрати́вний у́стрій Борзня́нського райо́ну — адміністративно-територіальний поділ Борзнянського району Чернігівської області на 1 міську громаду, 3 сільські громади та 6 сільських рад, які об'єднують 63 населені пункти та підпорядковані Борзнянській районній раді. Адміністративний центр — місто Борзна.

## Громади
- Борзнянська міська громада
- Височанська сільська громада
- Комарівська сільська громада
- Плисківська сільська громада

## Ради
| № | Назва                        | Центр           | Населені пункти                                                                        | Площа км² | Місце за площею | Населення (2001), чол. | Місце за населенням | Розташування |
| - | ---------------------------- | --------------- | -------------------------------------------------------------------------------------- | --------- | --------------- | ---------------------- | ------------------- | ------------ |
| 1 | Омбиська сільська рада       | c. Омбиш        | c. Омбиш                                                                               | 49,94     | 5               | 696                    | 6                   |              |
| 2 | Печівська сільська рада      | c. Печі         | c. Печі с. Пам'ятне                                                                    | 41,68     | 6               | 978                    | 5                   |              |
| 3 | Степанівська сільська рада   | c. Степанівка   | c. Степанівка с. Березівка с. Воловиця                                                 | 64,91     | 2               | 1060                   | 4                   |              |
| 4 | Хорошеозерська сільська рада | c. Хороше Озеро | c. Хороше Озеро с. Червона Україна с. Остер                                            | 50,75     | 4               | 1241                   | 3                   |              |
| 5 | Шаповалівська сільська рада  | c. Шаповалівка  | c. Шаповалівка                                                                         | 51,25     | 3               | 1494                   | 2                   |              |
| 6 | Ядутинська сільська рада     | c. Ядути        | c. Ядути с. Гришівка с. Жданів с. Красностав с. Острів Надії с. Сапонівка с. Юрківщина | 99,70     | 1               | 1766                   | 1                   |              |

* Примітки: м. — місто, с-ще — селище, смт — селище міського типу, с. — село